# Liberala rörelsen
Liberala rörelsen (litauiska: Lietuvos Respublikos Liberalų sąjūdis, LPLS) är ett liberalt politiskt parti i Litauen, grundat 2006 av medlemmar som brutit sig ur Liberala centerunionen. LPLS är medlem i Alliansen liberaler och demokrater för Europa (ALDE) och dess Europaparlamentariker, som var vald på ett mandat för Liberala centerunionen, sitter i Gruppen Förnya Europa (RE-gruppen).
Valet till Litauens parlament 2008, som var det första valet som partiet deltog i, fick partiet 5,72 % av rösterna, vilket räckte till elva mandat. Partiet deltog i bildandet av den nya regeringen efter valet. I valet 2020 fick partiet 7% av rösterna vilket resulterade i 13 mandat. De ingår sedan dess i en koalitionsregering tillsammans med Fosterlandsförbundet – Litauiska kristdemokrater och Frihetspartiet. 